# Balleny Seamounts
Balleny Seamounts – góry podwodne na Oceanie Południowym. Ich nazwa pochodzi od sąsiednich Wysp Balleny’ego i została zatwierdzona przez organizację Advisory Committee for Undersea Features w czerwcu 1988 roku.